# Nessuno ti avrà mai
Nessuno ti avrà mai (The Madonna's Secret) è un film del 1946 diretto da Wilhelm Thiele.
È un film giallo statunitense con Francis Lederer, Gail Patrick e Ann Rutherford.

## Trama
Le fidanzate del pittore James Corbin muoiono a profusione, uccise tutte con la medesima tecnica: annegamento nel fiume. La prima era stata Madeline, il cui cadavere era stato rinvenuto nella Senna, a Parigi, dove il pittore al tempo viveva: accusato di omicidio, era comunque stato assolto, con una sentenza che molti ritenevano errata. Poi era stata la volta di Helen North, ripescata questa volta in un corso d'acqua statunitense. La polizia è convinta che James sia l'assassino: mancando tuttavia di prove consistenti, si avvale dell'aiuto della sorella di Helen, che, con lo pseudonimo di Linda Morgan, si insinua – nel tentativo di smascherarne i presunti delitti ed ottenere magari una confessione - non solo nello studio di James Corbin, ma, inaspettatamente, anche nel suo cuore.
Nel frattempo viene rinvenuto – con la ormai consueta causa di morte per annegamento - il corpo della terza vittima, Ella Randolph, la nuova promessa sposa del volubile James. A questo punto James Corbin viene arrestato: nonostante Linda Morgan si dica convinta della sua innocenza, James stesso – stressato dagli avvenimenti - comincia a dubitare della propria lucidità mentale e non esclude di aver effettivamente ucciso le susseguentisi fidanzate in momenti di obnubilamento.
Strano allora che Linda Morgan sia ancora in vita: un flebile indizio, tuttavia, porta gli investigatori alla vera assassina. È nient'altri che la psicopatica madre di James, che, dopo aver ucciso le precedenti fidanzate del figlio, è in procinto  – nell'allucinatorio tentativo di tenerlo solo per sé stessa - , di sbarazzarsi di Linda. Invece dell'annegamento, la madre di James  sceglie di avvelenarla: Ma la polizia arriva in tempo. La mamma di James viene colpita a morte prima di poter somministrare a Linda un'iniezione letale. James – per quanto colpito dalla morte della madre – può finalmente portare a termine il suo rapporto con Linda, sollevato da impedimenti.    

## Produzione
Il film, diretto da Wilhelm Thiele su una sceneggiatura di Bradbury Foote e Wilhelm Thiele, fu prodotto da Stephen Auer, come produttore associato, per la Republic Pictures. Le riprese durarono da metà settembre al 15 ottobre 1945.

## Distribuzione
Il film fu distribuito con il titolo The Madonna's Secret negli Stati Uniti dal 16 febbraio 1946 al cinema dalla Republic Pictures.
Altre distribuzioni:
- in Finlandia il 4 giugno 1948 (Madonnan salaisuus)
- in Svezia il 13 dicembre 1948 (Mördare efterspanas)
- in Portogallo il 5 luglio 1949 (Ciúme Fatal)
- in Danimarca il 23 aprile 1951 (Mistænkt for mord)
- in Brasile (Obsessão Trágica)
- in Francia (Le Secret de la madone)
- in Italia (Nessuno ti avrà mai)